# Daniele Audetto
Daniele Audetto (ur. 4 maja 1943 w Turynie) – dyrektor zarządzający w hiszpańskim zespole Hispania Racing F1 Team w Formule 1.

## Życiorys
Daniele Audetto urodził się 4 maja 1943 roku w Turynie we Włoszech. Szkolił się w Akademii Sztuki Nowoczesnej w Brerze. Swoje życie zawodowe zaczynał jako artysta i dziennikarz. W wieku 24 lat zaczął brać udział w radach jako pilot. W 1968 roku dołączył do firmy Lancia i pracował w fabryce. Audetto miał wypadek w wynik czego dostał poważnych obrażeń nogi. W 1976 roku dołączył do włoskiej firmy FIAT. W 1977 roku awansował na zarządzającego FIATem w sportach motorowych.
Cztery lata później przestał pracować dla FIATa, rozpoczął pracę jako sponsor i nawiązywał kontakty z różnymi zespołami startującymi w Formule 1. Po trzech latach został zatrudniony przez Lamborghini Engineering i w ciągu roku został mianowany dyrektorem zarządzającym, w latach 1989 i 1993 nadzorował pracę nad silnikiem dla Formuły 1. Audetto przeniósł się do serii World Superbike, który był sponsorowany przez Power Horse.
W 1996 roku Audetto razem z firmą Power Horse dołączył do Toma Walkinshawa w Ligierze w Formule 1. W ciągu kilku tygodniu zespół kontrolowany przez Flavio Briatore kupił większościowy pakiet udziałów w zespole Arrows, Audetto był jednym z wielu, którzy przenieśli się do Anglii razem z Tomem Walkinshawem, gdzie pracował aż do końca istnienia zespołu Arrows (do końca 2002 roku). W 2003 roku dołączył do Renault w Formule 1 jako koordynator działu silników w Wielkiej Brytanii, aby stać się dyrektorem do spraw rozwoju biznesu. W 2004 roku dołączył do Menard jako dyrektor handlowy w Wielkiej Brytanii. W 2007 roku przeniósł się do japońskiego zespołu Super Aguri w Formule 1. Od 2010 roku pracuje na stanowisku dyrektora zarządzającego w hiszpańskim zespole Hispania Racing F1 Team w Formule 1.